# Добревци (Великотырновская область)
До́бревци (болг. Добревци) — село в Болгарии. Находится в Великотырновской области, входит в общину Елена. Население по последней переписи — 4 человека (2021).

## История
По первой после обретения Болгарией независимости переписи 1880 года село было учтено как колиба Добревци общины Тодювци Еленской околии округа Тырново, население было учтено вместе с селом Тодювци. По переписи 1887 года местность имела статус махалы Добрювци в общине Дрента.
По переписи 1892 года в колибе Добрювци общины Дрента Еленской околии округа Тырново было 22 здания. По переписи 1900 года и далее местность стала называться махалой Добревци, здесь было 21 здание.
По переписям 1920 и 1926 годов в махале было 23 здания и 23 домохозяйства. В 1934 году — махала Добревци общины Тодювци Еленской околии Плевенской области, в которой по переписи было 21 домохозяйство в 22 жилых зданиях.
С 1949 года — в составе общины Дрента Еленской околии Горнооряховского округа, с 1951 года Тырновского округа. С конца 1958 по март 1959 года входила в состав общины Елена. В 1959 году околии были ликвидированы. После этого махала вошла в состав общины Буйновци Тырновского, с 1965 года — Великотырновского округа. С 1978 года — в составе общины Елена Великотырновского округа.
В 1978 году к махале была присоединена территория отселённой махалы Липов Рыт.
С 1987 года — в Ловечской области, а с 1999 года — в Великотырновской области. В 1995 году получила статус села.

## Население
| 1887 | 1892 | 1900 | 1905 | 1910 | 1920 | 1926 | 1934 | 1946 | 1956 | 1965 | 1975 | 1985 | 1992 | 2001 | 2011 | 2021 |
| ---- | ---- | ---- | ---- | ---- | ---- | ---- | ---- | ---- | ---- | ---- | ---- | ---- | ---- | ---- | ---- | ---- |
| 122  | 121  | 115  | 129  | 119  | 118  | 116  | 109  | 122  | 102  | 51   | 24   | 36   | 41   | 24   | 3    | 4    |

### Национальный состав
В течение пяти переписей 1887—1910 годов все переписанные были болгарами. В 2011 году — также все болгары.

### Возрастно-половой состав
По переписи 2021 года в селе проживало 4 человека: 2 мужчины (возрастом от 60 до 64 и от 65 до 69 лет) и 2 женщины (возрастом от 60 до 64 и от 80 до 84 лет), по переписи 2011 года — 3 человека (мужчины возрастом от 50 до 54 лет и от 75 до 79 лет и женщина возрастом от 70 до 74 лет), все экономически неактивны.

## Политическая ситуация
Добревци подчиняются непосредственно общине и не имеют своего кмета.
Кмет (мэр) общины Елена — Дилян Стефанов Млызев (ГЕРБ)